# Kvarskatt
Kvarskatt (formellt: kvarstående skatt) eller restskatt är ett begrepp i ett skattesystem där källskatt tillämpas och är skillnaden mellan den preliminärt inbetalda skatten och den slutliga skatten. Kvarskatt syftar på att den skattskyldige har skatt kvar att betala. Motsatsen är skatteåterbäring eller formellt överskjutande skatt.